# Seleção Sueca de Beisebol
A Seleção Sueca de Beisebol representa a Suécia nas competições internacionais de beisebol, como o Campeonato Europeu e a Copa do Mundo. É dirigida por Dennis Cook. A Suécia disputou a Copa do Mundo pela primeira vez em 1994 e também participou em 2005 e 2009, mas sempre terminou perto do último lugar. Em 2009, a Suécia foi um dos oito países anfitriões.